# Коїгі-Юммаргуне-Ярв
Коїгі-Юммаргуне-Ярв (ест. Koigi Ümmargune järv, інші назви ест. Ümmargune järv) — озеро в Естонії, що розташоване на острові Сааремаа, у волості Лаймяла. Входить до складу групи озер Коїгі.